# Guzmania nubigena
Guzmania nubigena är en gräsväxtart som beskrevs av Lyman Bradford Smith. Guzmania nubigena ingår i släktet Guzmania och familjen Bromeliaceae. Inga underarter finns listade i Catalogue of Life.